# DeForest Kelley
Jackson DeForest Kelley (20. januar 1920 - 11. juni 1999) var en amerikansk skuespiller; Han var nok bedst kendt fra Star Trek, som Leonard McCoy.

## Udvalgt filmografi

### Film
- Warlock - den lovløse by (1959)
- Star Trek (1979)
- Star Trek II - Khans hævn (1982)
- Star Trek III - Jagten på Spock (1984)
- Star Trek IV - Rejsen tilbage til Jorden (1986)
- Star Trek V: The Final Frontier (1989)
- Star Trek VI: The Undiscovered Country (1991)

### Tv-serier
- Star Trek: The Original Series (1966-1969)
- Silent Service (1957)

## Eksterne links
- DeForest Kelley på gravsted.dk

- Wikimedia Commons har flere filer relateret til DeForest Kelley
- DeForest Kelley på Internet Movie Database (engelsk)
- DeForest Kelley på Filmdatabasen
- DeForest Kelley på Scope
- DeForest Kelley på Svensk Filmdatabas (svensk)
- DeForest Kelley på AlloCiné (fransk)
- DeForest Kelley på AllMovie (engelsk)
- DeForest Kelley på Turner Classic Movies (engelsk)
- DeForest Kelley på Rotten Tomatoes (engelsk)
- DeForest Kelley på The Movie Database (engelsk)
- DeForest Kelley på Behind The Voice Actors (engelsk)